# Ida Rhodes
Ida Rhodes, nata Hadassah Itzkowitz (Kam"janec'-Podil's'kyj, 15 maggio 1900 – Rockville, 1º febbraio 1986), è stata una matematica russa naturalizzata statunitense che ha fatto parte di quel ristretto gruppo di donne influenti nel primo sviluppo dell'informatica negli Stati Uniti d'America.

## Biografia
Hadassah Itzkowitz nacque in un villaggio ebraico tra Nemyriv e Tulchyn, in Ucraina. Aveva 13 anni nel 1913 quando i suoi genitori, David e Bessie Sinkler Itzkowitz, la portarono negli Stati Uniti (il suo nome fu cambiato in quell'occasione in Ida Rhodes).
Da giovane studentessa, Ida Rhodes ricevette due borse di studio: una dallo Stato di New York e una dalla Cornell University. Iniziò a studiare matematica alla Cornell University sei anni dopo essersi trasferita negli Stati Uniti, nel 1919. Durante il periodo universitario lavorò come infermiera presso l'Ithaca City Hospital. Conseguì la laurea in matematica nel 1923.
Ida Rhodes ebbe il suo primo incontro con Albert Einstein nel 1922, e nel 1936 lo incontrò di nuovo a Princeton, dove un gruppo di matematici si era riunito per alcuni seminari. Più tardi, nel 1930-31 studiò alla Columbia University e nel 1940 entrò a far parte del Mathematical Tables Project lavorando insieme a Gertrude Blanch, sua mentore.
Ida Rhodes è considerata una pioniera nell'analisi dei sistemi di programmazione: nei primi anni '50 sviluppò insieme a Betty Holberton il linguaggio di programmazione C-10 per il computer UNIVAC I. Nel 1949, le fu assegnata una medaglia d'oro per "una significativa leadership pionieristica e contributi eccezionali al progresso scientifico nella progettazione funzionale e nell'applicazione di apparecchiature elettroniche digitali".
Anche se si ritirò ufficialmente nel 1964, Ida Rhodes continuò a lavorare fino al 1971 come consulente per la Divisione di Matematica Applicata del National Bureau of Standards. Dopo il suo ritiro fece molti viaggi in tutto il mondo, tenendo conferenze e seminari. Ida Rhodes morì nel 1986.